# Rik Wouters (wielrenner)
Rik Wouters (Baarle-Hertog, 5 augustus 1942, Breda, 6 juli 2025) is een Nederlands voormalig wielrenner. Als beroepswielrenner werd hij derde in het Nederlands kampioenschap wielrennen 1964, en nam hij van 1964 tot 1966 driemaal deel aan de Ronde van Frankrijk. Hij trad ook aan in de Ronde van Spanje en de voorjaarsklassiekers zoals de Ronde van Vlaanderen en Parijs-Roubaix. Hij eindigde zijn carrière in 1969.

## Wielerloopbaan
Hij reed van bij de oprichting in 1964 voor de Nederlandse wielerploeg TeleVizier waarvan Kees Pellenaars de ploegleider was. Andere wielrenners uit die ploeg waren Piet Damen, Piet van Est, Jan Hugens, André van Aert, Jac van de Klundert, Fons Steuten, Henk Nijdam, Jo de Haan, Cees van Espen, Cees Haast en Leo van Dongen. In 1964 werd hij derde bij het Nederlands kampioenschap wielrennen (Wegwedstrijd heren) in Beek (Adsteeg). In zijn eerste Ronde van Frankrijk datzelfde jaar eindigde hij 64ste in het algemeen klassement met een tiende plaats in de zesde etappe en een veertiende klassering in de achttiende etappe. Het jaar daarop, in 1965 eindigt hij 27ste waarbij hij in de tweede etappe negende en in de dertiende etappe vijfde wordt. Ook in andere etappes haalt hij mooie posities. In zijn derde en laatste tourdeelname in 1966 eindigt hij als 68ste. Hij behaalt een elfde plaats in de vierde rit en wordt achtste in de tweeëntwintigste rit. In een etappe in de Pyreneeën komt hij zwaar ten val bij de afdaling van de Col du Tourmalet wat een ernstige impact heeft op de tijd van zijn eindklassement. Hij reed nog voor een aantal kleinere ploegen waaronder Willem II tot hij in 1969 wegens gezondheidsredenen de fiets aan de haak hing.

## Belangrijkste overwinningen
1966
- Omloop van het Waasland-Kemzeke

## Resultaten in voornaamste wedstrijden
| Jaar | Ronde van Italië | Ronde van Frankrijk | Ronde van Spanje |
| ---- | ---------------- | ------------------- | ---------------- |
| 1964 |                  | 64e                 |                  |
| 1965 |                  | 27e                 |                  |
| 1966 |                  | 68e                 | 24e              |
| 1968 |                  |                     |                  |

| Jaar | Gent-Wevelgem | Ronde van Vlaanderen | Rund um den Henninger-Turm |
| ---- | ------------- | -------------------- | -------------------------- |
| 1964 |               |                      |                            |
| 1965 |               |                      |                            |
| 1966 |               | 52e                  | 9e                         |
| 1968 | 82e           |                      |                            |